# José Maria Júnior
José Maria Júnior (Luanda, Angola, 7 de junho de 1943) é um ex-futebolista português. Jogou na Seleção Portuguesa de Futebol na posição de médio.

## Carreira
Representou o Vitória de Setúbal. Conquistou duas Taças de Portugal. José Maria integrou os quadros do Vitória de Setúbal na melhor fase da história do clube sadino. Para além de ter vencido duas Taças de Portugal, refira-se que esteve presente em quatro finais consecutivas dessa competição.

## Seleção Nacional
Alcançou quatro internacionalizações. Na seleção, estreou-se com uma vitória a 8 de junho de 1967, contra a Noruega, em Oslo (1-2) e despediu-se com uma vitória a 14 de outubro de 1970, em Copenhague, com a Dinamarca (1-0).

## Títulos
- Taça de Portugal: (1964/65, 1966/67)